# Prosymna bivittata
Prosymna bivittata är en ormart som beskrevs av Werner 1903. Prosymna bivittata ingår i släktet Prosymna och familjen snokar. Inga underarter finns listade i Catalogue of Life.
Arten förekommer i södra Zimbabwe, Namibia, Botswana och norra Sydafrika. Honor lägger ägg.